# Aérotrain I80 250
Pour les articles homonymes, voir I80.
Précédent Suivant
Le I80-250  est un modèle d'Aérotrain interurbain sur coussin d'air et propulsion par une hélice carénée à pas réversible (entrainée par deux turbines à gaz), se déplaçant sur un rail en « T » inversé, construit par la société SECAN puis UTA au Bourget (France).

## Caractéristiques
La sustentation par coussin d'air est assurée par une turbine à gaz Turbomeca Astazou de 500 ch. Le train est propulsé par une hélice carénée entraînée par deux turbopropulseurs Turmo IIIC3 (1 300 ch unitaire).
Présenté au Bourget en juillet 1969, le I80-250 atteindra la vitesse de 250 km/h le 13 septembre 1969 sur une ligne longue de 9 km.
Son hélice sera ensuite remplacée par un réacteur (Aérotrain I80 HV).